# Тажиловичи
Тажи́ловичи (бел. Тажылавічы) — деревня в составе Ковалевского сельсовета Бобруйского района Могилёвской области Республики Беларусь.

## Население
- 1999 год — 168 человек
- 2010 год — 111 человек